# Войнова Анастасія Сергіївна
Анастасія Сергіївна Войнова (рос. Анастасия Сергеевна Войнова, нар. 5 лютого 1993, Тула, Росія) — російська велогонщиця, срібна призерка Олімпійських ігор 2016 року, бронзова призерка Олімпійських ігор 2020 року.

## Виступи на Олімпіадах
| Олімпіада           | Дисципліна       | Місце |
| ------------------- | ---------------- | ----- |
| Ріо-де-Жанейро 2016 | спринт           | 8     |
| Ріо-де-Жанейро 2016 | кейрін           | 4     |
| Ріо-де-Жанейро 2016 | командний спринт | 2     |
| Токіо 2020          | спринт           | 12    |
| Токіо 2020          | кейрін           | 19    |
| Токіо 2020          | командний спринт | 3     |

## Державні нагороди
- Медаль ордена «За заслуги перед Вітчизною» I ступеня (25 серпня 2016 року) — за високі спортивні досягнення на Іграх XXXI Олімпіади 2016 року в місті Ріо-де-Жанейро (Бразилія), виявлені волю до перемоги та цілеспрямованість[1].

## Зовнішні посилання
- Анастасія Войнова — олімпійська статистика на сайті Sports-Reference.com (англ.) (архівна версія)